# Live Floating Anarchy 1991
Albums de Planet Gong
25th birthday party
(1995) The Peel Sessions 1971/1974
(1995)
Live Floating Anarchy 1991 est un album live de Planet Gong, sorti en 1995. On y retrouve les protagonistes de Floating Anarchy Live 77, c'est-à-dire Daevid Allen et les membres de Here & Now, Keith Bailey et Steffi Sharpstrings.
C'est aussi la même musique que celle de l'album de 1977, un mélange de space et de punk.

## Liste des titres
| No  | Titre                                                              | Durée |
| --- | ------------------------------------------------------------------ | ----- |
| 1.  | Psychological Overture / Floatin' Anarchy                          | 1:32  |
| 2.  | It's The Time Of Your Life                                         | 3:05  |
| 3.  | Stoned Innocent Frankenstein                                       | 6:56  |
| 4.  | New Age Transformation Try: No More Sages                          | 12:32 |
| 5.  | Poet For Sale                                                      | 4:35  |
| 6.  | Pot Head Pixies                                                    | 2:55  |
| 7.  | Astral Alien                                                       | 5:39  |
| 8.  | Much Too Old                                                       | 3:20  |
| 9.  | Change The World                                                   | 3:20  |
| 10. | Teeth                                                              | 3:44  |
| 11. | Allez Ali Baba Blacksheep Have You Any Bullshit: Mama Maya Mantram | 11:52 |
| 12. | Opium For The People                                               | 6:12  |
| 13. | Astral Alien (Bonus track, soundcheck version)                     | 5:43  |

## Musiciens
- Keith Tha Bass : basse, Voix
- Nick Danger : batterie
- D'alien : guitare électrique et glissando, Voix
- Steffe Sharpstrings : guitare électrique et glissando, Voix
- Andy Roid : claviers, Synthétiseur Vcs3, Voix